# 金砂村 (愛媛県)
金砂村（きんしゃむら）は、愛媛県の東予地方の宇摩郡にあった町。1954年（昭和29年）11月1日に三島町、松柏村、寒川町、豊岡村、富郷村、金砂村の2町4村の合併で市制施行し伊予三島市となり、自治体としては消滅した。その後、伊予三島市は平成の大合併で四国中央市となり、現在に至る。現在の四国中央市の南部。四国山地の山中で、法皇山脈の南側の地という意味で「嶺南地域」と総称される地域の一部。平家の落人伝説が残る山里である。

## 地理
北を法皇山脈に南を石鎚山脈にはさまれた銅山川流域。
村名の由来
不詳

## 歴史

### 略史
江戸時代
- 元禄2年　佐々連鉱山開坑
- 幕末の文政年間に小川山村中ノ川の小川利平が楮、三椏を原料に和紙（半紙）の製造を開始。これが宇摩地方の製紙業の始まりと伝えられる。

明治以降
- 1897年（明治30年）　金砂鉱床発見
- 1920年（大正9年）　金砂鉱床が佐々連鉱山と改称
- 1948年（昭和23年）　佐々連小学校が独立校となる
- 1952年（昭和27年）　金砂駐在所設置
- 1953年（昭和28年）　柳瀬ダム完工、金砂湖生まれる
- 1961年（昭和36年）　金砂湖が富郷渓谷、翠波高原などとともに金砂湖県立自然公園に指定される

### 村の沿革
- 1889年（明治22年）12月15日 - 町村制施行に伴い、小川山（おがわやま）、平野山（ひらのやま）の2か村が合併して宇摩郡金砂村（きんしゃむら）が成立。役場を大字小川山におく。
- 1954年（昭和29年）11月1日 -三島町、松柏村、寒川町、豊岡村、富郷村、金砂村の2町4村の合併で市制施行し、伊予三島市となり、金砂村は自治体としては消滅した。

```
金砂村の系譜
（町村制実施以前の村）　（明治期）　　　　　　　　　（昭和の合併）　（平成の合併）
　　　　　　　　　　　　町村制施行時　　　　　　　
小川山━━━━┓　　　　　　　　　　　　　　　　　　
　　　　　　　┣━━━金砂村━━━━━━━━━━━━━┓　　　　
平野山━━━━┛　　　　　　　　　　　　　　　　　　　┃　　　
　　　　　　　　　　　　　　　　あ　　　い　う　　　　┃昭和29年11月1日　
　　　　　　　　　　　三島村━━三島町━┳━┳━━━━┫合併・市制施行
　　　　　　　　　　　　　　　　　　　　┃　┃　　　　┣伊予三島市━┓
　　　　　　　　　　　中曽根村━━━━━┫　┃　　　　┃　　　　　　┃
　　　　　　　　　　　中之庄━━━━━━┫　┃　　　　┃　　　　　　┃
　　　　　　　　　　　松柏村━━━━━━┛　┗松柏村━┫　　　　　　┃
　　　　　　　　　　　豊岡村━━━━━━━━━━━━━┫　　　　　　┃
　　　　　　　　　　　　　　　　　　　　　　え　　　　┃　　　　　　┃
　　　　　　　　　　　寒川村━━━━━━━━寒川町━━┫　　　　　　┃
　　　　　　　　　　　富郷村━━━━━━━━━━━━━┛　　　　　　┃
　　　　　　　　　　　　　　　　　　　　　　　　　　　　　　　　　　┃平成16年4月1日
　　　　　　　　　　　　　　　　　　　　　　　　　　　　　　　　　　┃新設合併
　　　　　　　　　　　　　　　　　　　　　　　　　　　　　　　　　　┣四国中央市
　　　　　　　　　　　　　　　　　　　　　川之江市━━━━━━━━━┫
　　　　　　　　　　　　　　　　　　　　　新宮村━━━━━━━━━━┫
　　　　　　　　　　　　　　　　　　　　　土居町━━━━━━━━━━┛
　　　　　　　　　　　　　　　　　　　　　　　　　
あ – 明治31年11月21日 三島村が町制施行、三島町に
い – 昭和19年4月1日 三島町、中曽根町、中之庄、松柏村が合併し三島町に
う – 昭和25年10月1日 三島町から松柏村が分立
え – 昭和27年6月1日 寒川村が町制施行し寒川町に

（注記）金砂村以外の合併以前の系譜はそれぞれの市町村の記事を参照のこと。

```

## 地域
合併成立前の旧2か村がそのまま大字となった。
小川山（おがわやま）、平野山（ひらのやま）
昭和の合併により伊予三島市となってからは、「金砂町」を付す。
例 伊予三島市金砂町小川山
平成の合併により四国中央市になってからも同様。
例　四国中央市金砂町小川山

## 学校
- 金砂小学校

## 産業
農業
水田はほとんどなく、茶、栗などを産した。

## 交通
鉄道なし。
かつては村内を川之江・伊予三島方面相互間で国鉄バスが運行されていた。
●川池線［金砂線］（川之江－）堀切トンネル口－日浦－金砂湖－小川橋－佐々連鉱業所前－佐々連
●川池線［三島線］（伊予三島－）トンネル事務所前－平野山－小川橋
＊伊予三島－具定展望所－トンネル南口－翠波高原入口－平野山－富郷橋－別子支所前はせとうちバス別子線が代替している。

## 名所
- 金砂湖
- 新田神社